# کیلی سانچز
کیلی میشل سانچز (به انگلیسی: Kiele Michelle Sanchez) (زاده ۱۳ اکتبر ۱۹۷۷) یک بازیگر آمریکایی است که در مجموعه تلویزیونی The Glades به ایفای نقش پرداخته است.همچنین وی در مجموعه تلویزیونی لاست در چند قسمت در نقش نیکی فرناندز ظاهر شد.

## گزیده فیلم‌شناسی
فهرست برخی از فیلم‌هایی که کیلی سانچز در آنها به ایفای نقش پرداخته است:
- فروشگاه عجیب آقای مگوریوم
- گریز بی‌نقص
- پاکسازی: هرج و مرج
- لاست (مجموعه تلویزیونی)